# Repstav
- Vänster: Ristad repstav på urnesstil-runsten (U 887).
- Höger: Repstav i relief på Östra Sönnarslövs kyrkas dopfunt.

Repstav är ett ornament som är en rund, rak och löpande list utformad som ett grovt tvinnat rep, även kallat tåg. Repstav har varit ett vanligt ornament sedan den äldre medeltiden.
Exempel på hur repstav använts som ornament kan till exempel ses på många kyrkors dopfuntar, där repstav som ornament kan förekomma både på foten och på cuppan.

## Galleri

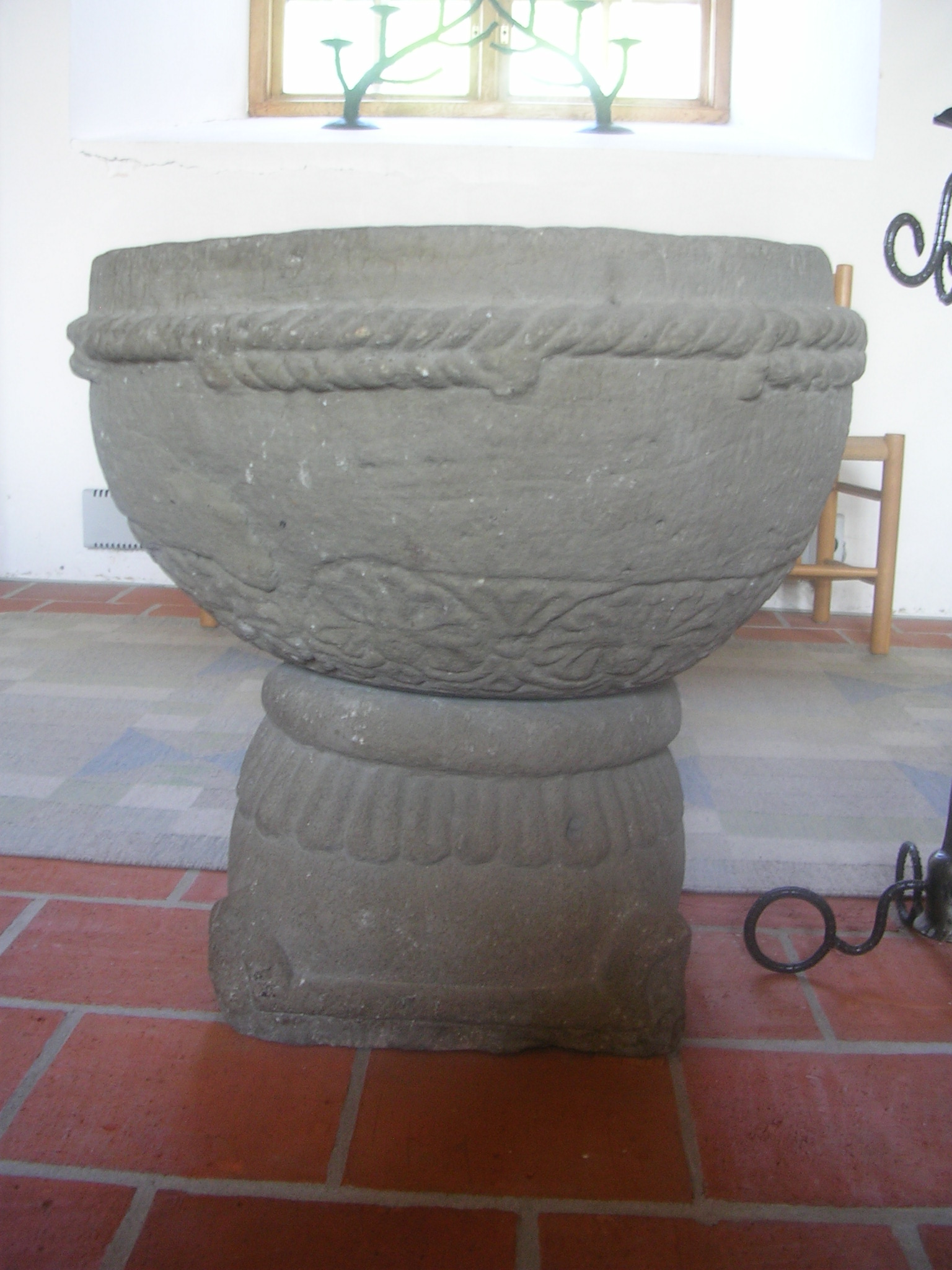
Dopfunt i Östra Sönnarslövs kyrka: cuppan har repstav.
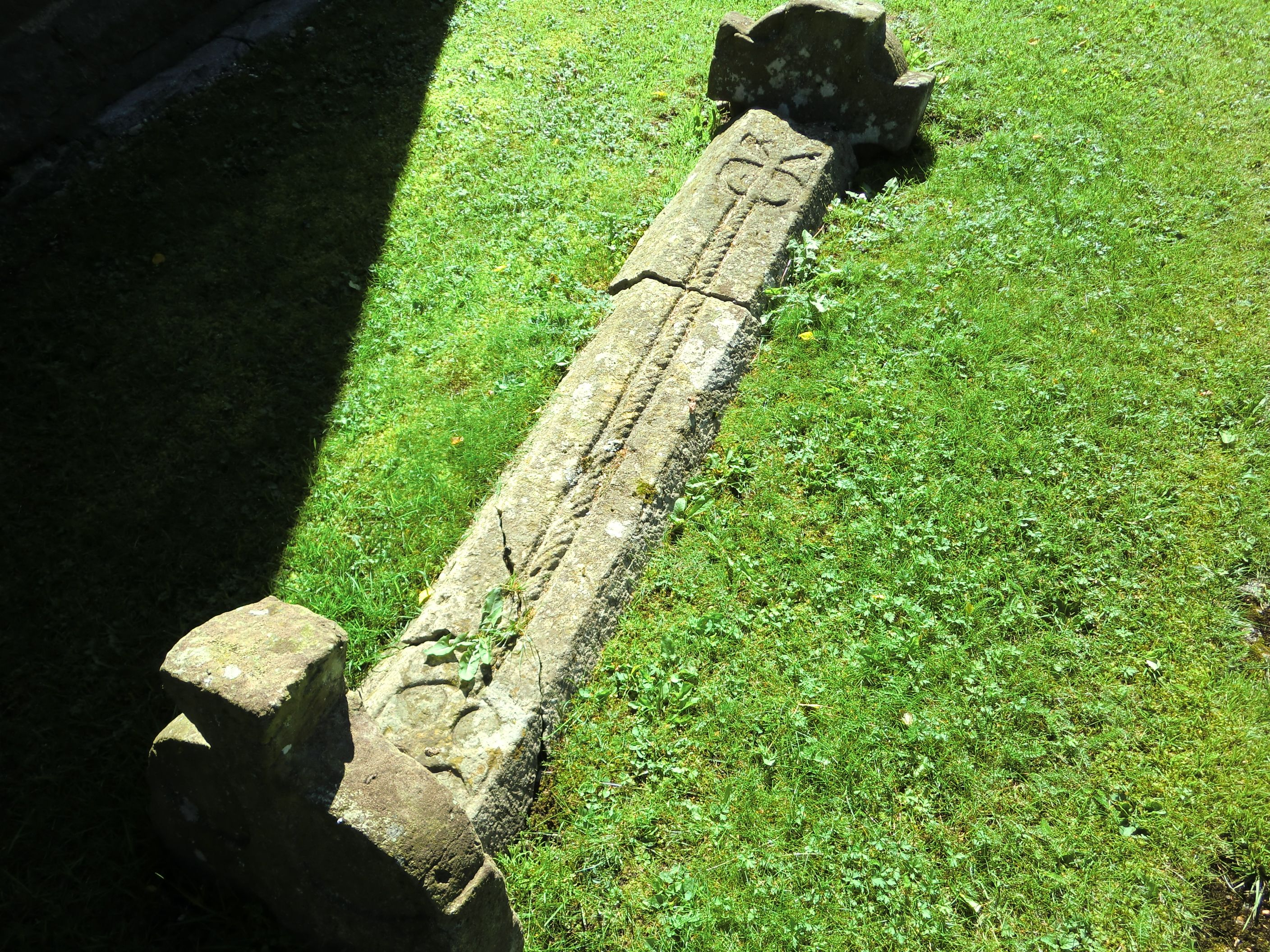
Stavkorshäll som repstav, Gösslunda kyrkogård, Kålland.
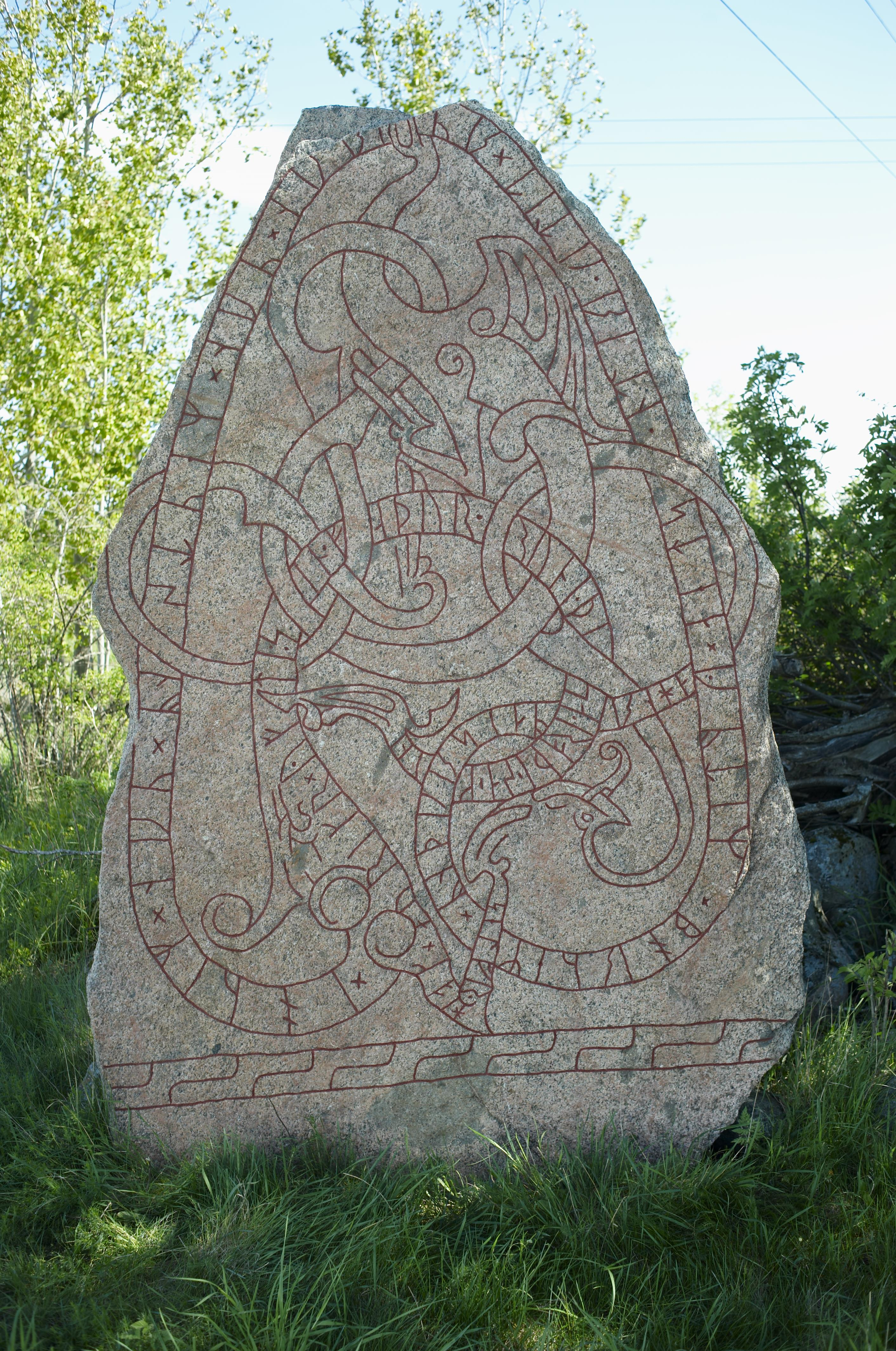
Runsten U 887 med en repstav längs basen.
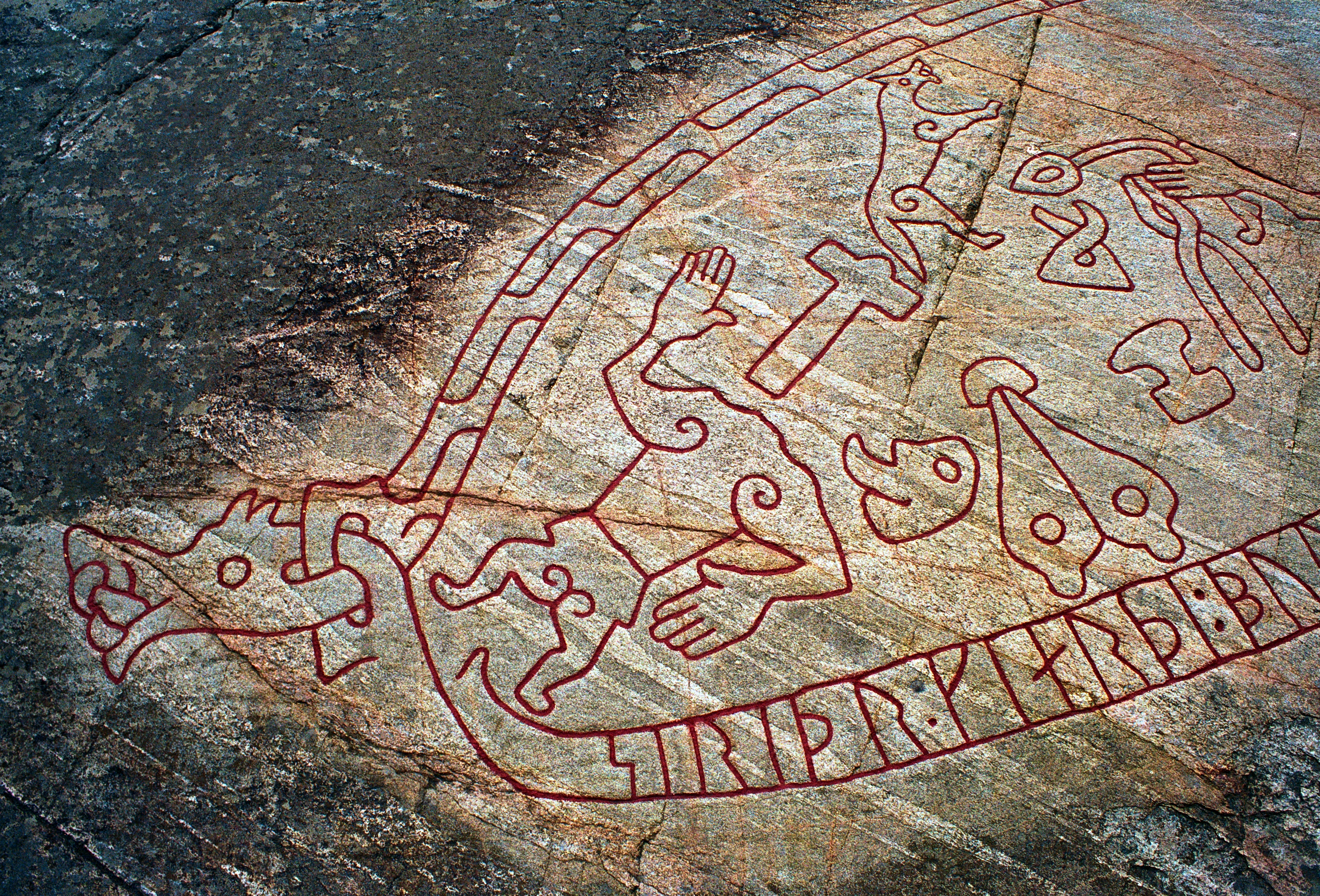
Drakslinga (övre) som repstav på Sigurdsristningen.